# John Trägårdh
John Trägårdh, född 8 augusti 1850 i Göteborgs Kristine församling, död 3 februari 1928 i Göteborgs Vasa församling, var en svensk grosshandlare.

## Biografi
Föräldrar var grosshandlaren och fabrikören John Trägårdh den äldre (1813-1889) och Anna Beata Christensson och tillhörde släkten Trägårdh från Köpenhamn. Han genomgick Meijerbergska skolan och fick praktik hos handelsfirmor i England och på kontinenten. Han studerade särskilt modern maskinteknik och deltog aktivt i driften av en fabrik för tillverkning av järnplåt. 
Återkommen till Sverige arbetade han först på faderns kontor och gick 1875 in som delägare i den grosshandelsfirma John Trägårdh & Co., som fadern hade grundat i Göteborg. Han arbetade upp företaget till en "bemärkt ställning inom järn- och maskinbranschen" (enligt Svenska Dagbladets årsbok 1928). Han lämnade firman 1922.
Han gifte sig 1889 med Henriette (Henny) Schmidt (1861–1940) och fick barnen Astri Bergquist (1890–1982), köpmannen Arne Trägårdh (1892–1963), överingenjören Kurt Trägårdh-Lillienberg (1898–1977), konsthandlaren Gunnar Trägårdh (1899–1965) och Viola Trägårdh (1901–1978), gift med läkaren Lars Sandborgh.
Trägårdh är begravd på Örgryte gamla kyrkogård.